# Aderus atrofasciatus
Aderus atrofasciatus es una especie de coleóptero de la familia Aderidae. La especie fue descrita científicamente por Maurice Pic en 1923.

## Distribución geográfica
Habita en Tonkin (Vietnam).